# Oloplotosus
Oloplotosus là một chi cá da trơn trong họ Plotosidae. Chúng là chi đặc hữu của New Guinea.

## Các loài
Hiện tại có 3 loài được ghi nhận:
- Oloplotosus luteus J. R. Gomon & T. R. Roberts, 1978
- Oloplotosus mariae M. C. W. Weber, 1913
- Oloplotosus torobo G. R. Allen, 1985